# Бардеёв (район)
Район Бардеёв (словац. Okres Bardejov) — район Словакии. Находится в Прешовском крае. Административный центр — город Бардеёв. На севере и северо-западе граничит с Польшей, на востоке с районом Свидник, на юге с районом Прешов, на юго-западе с районом Сабинов, на западе с районом Стара-Любовня.
Площадь составляет 937 км², население — 75 793 человек (2001).
На территории района находится 86 населённых пунктов, в том числе 1 город.

## Население
| Год:                | 1994   | 2004    | 2014    | 2024    |
| ------------------- | ------ | ------- | ------- | ------- |
| Количество человек: | 73 638 | 76 455  | 77 830  | 75 664  |
| Разница:            |        | +3,82 % | +1,79 % | −2,78 % |

### Статистические данные (2001)
Национальный состав:
- Словаки — 91,4 %;
- Русины/Украинцы — 4,2 %;
- Цыгане — 3,0 %.

Конфессиональный состав:
- Католики — 61,4 %;
- Греко-католики — 19,1 %;
- Лютеране — 9,5 %;
- Православные — 5,4 %.